# John Horsley Palmer
John Horsley Palmer (1779 – Hurlingham, 1858) è stato un economista britannico.
Fu governatore della Banca d'Inghilterra dal 1830 al 1833; egli è l'ideatore della regola di Palmer, che consisteva nel mantenere costante il portafoglio bancario facendolo dipendere solamente dalla quantità di oro nella nazione.